# Survey Isthmus
Der Survey Isthmus (englisch für Vermessungslandbrücke) ist ein schmaler und bis zu 39 m hoher Isthmus am nordwestlichen Ende Südgeorgiens. Er trennt die Elsehul im Norden vom südlich liegenden Undine Harbour.
Der Name dieser Landbrücke ist erstmals auf einer Seekarte der britischen Admiralität aus dem Jahr 1931 zu finden, die auf den Vermessungsarbeiten der britischen Discovery Investigations zwischen 1926 und 1930 basiert.